# Thế kỷ 9 TCN
Thế kỷ 9 TCN bắt đầu vào ngày đầu tiên của năm 900 TCN và kết thúc vào ngày cuối cùng của năm 801 TCN.